# 大久米命
大久米命（おおくめ の みこと）とは、『記紀』等に伝わる古代日本の人物。久米直（くめのあたい）の祖として伝えられている豪族。『日本書紀』では「大来目」と表記されている。

## 系譜
『古事記』によると、神武天皇の東征に大伴氏の先祖、道臣命（日臣命）と共に従軍し、大和国（今の奈良県）の宇陀（うだ）の豪族兄宇迦斯（えうかし）や、忍坂（おさか、現在の桜井市の忍坂）の 土雲 （つちぐも）八十建（やそたける）を討ち、大和を平定したとされる。兄猾討伐についての記述は『日本書紀』巻第三にもあり、戦闘の際には兵士の士気を鼓舞する目的で戦闘歌、久米歌が歌われたという。
『記紀』の 天孫降臨にまつわる記述には、大久米命の祖先は『古事記』では 天津久米命（あまつくめのみこと）、『書紀』巻第二の第四の書では天槵津大来目（あめくしつおおくめ）となっている。いずれの場合も天孫・天皇の警護、戦闘にまつわる職務に従事しているという点で共通している。
『古事記』における大久米命と道臣命は対等の立場で神武軍を指揮しているが、『書紀』では道臣命が久米部に司令しているかのように描かれている。天孫降臨の項目でも同様になっており、このことから、久米部を指導する一族が没落し、その後、大伴氏が久米部を管轄するようになった、とも考えられる。
『古事記』では、大久米命は結婚前の神武天皇の皇后伊須気余理比売に歌で呼びかけ、天皇との媒介をつとめている。またその中で歌われた旋頭歌では、「黥（さ）ける利目（とめ）」とあり、目のまわりに入れ墨をしていたとされる。　